# Асен Николов (генерал-майор)
Вижте пояснителната страница за други личности с името Асен Николов.
Асен Николов Николов е български офицер, генерал-майор, началник на 12-а пехотна дивизия по време на Първата световна война (май 1917 до септември 1918).

## Биография
Асен Николов е роден на 15 май 1867 г. в Търново. През 1885 г. завършва военното училище, като на 6 септември е произведен в чин подпоручик и назначен на служба в 3-ти пехотен бдински полк в койото служи като младши офицер по време на Сръбско-българската война (1885) и се сражава в битките при Трън, Сливница и Пирот. От 1886 г. служи във Военното училище в София, на 18 юли 1887 г. е произведен в чин поручик, а от 1888 до 1901 г. е командир на рота в 3-ти пехотен бдински полк, като междувременно на 2 август 1891 г. е произведен в чин капитан, през 1900 г. посещава щаб-офицерски курсове.
През 1903 г. е произведен в чин майор, а от 31 декември 1906 г. е подполковник. През 1908 г. подполковник Николов е назначен за началник на 31-во полково окръжие и през 1911 г. поема командването на 19-и пехотен шуменски полк.
Взема участие в Балканската (1912 – 1913) и Междъсъюзническата война (1913) като командир на командир на 3-та дружина от 34-ти пехотен троянски полк. Сражава се при Петра, Караагач, Люлебургаз и Одрин. През 1913 г. е назначен за командир на новсформирания 70-и пехотен полк, на 18 май 1913 г. е произведен в чин полковник. През същата година става началник на 4-та преславска дивизионна област.
След войните в периода 1913 – 1915 е командир на 19-и пехотен шуменски полк.
По време на Първата световна война (1915 – 1918) първоначално командва 1-ва бригада от 6-а пехотна бдинска дивизия (от септември 1915) с която превзема Зайчар, след което от май 1917 до септември 1918 г. е командир на 12-а пехотна дивизия с която воюва на Македонския фронт, като на 15 август 1917 г. е произведен в чин генерал-майор, след което от септември 1918 г. е командир на 2-ра пехотна тракийска дивизия с която се сражава при Велес, Щип, Куманово, а от октомври до декември 1918 г. е началник на 4-та преславска дивизионна област. Уволнен е от служба на 16 декември 1918 година.
Ген. Асен Николов е женен за Милана Стоянова от Русе – сестра на генерал Никола Рибаров. Има двама сина: полковник Илия Николов и Борис Николов. Негова внучка е оперната певица Милкана Николова, която живее и работи във Виена.
Генерал-майор Асен Николов умира на 18 април 1929 година.

## Военни звания
- Подпоручик (6 декември 1885)
- Поручик (18 юли 1887)
- Капитан (2 август 1891)
- Майор (1903)
- Подполковник (31 декември 1906)
- Полковник (18 май 1913)
- Генерал-майор (15 август 1917)

## Награди
- Орден „За храброст“ 3-та и 4-та степен, 1-ви клас, 4-та степен, 2-ри клас и 4-та степен със знак за отличия;
- Орден „Свети Александър“ 4-та степен с мечове по средата, 5-а степен без мечове;
- Орден „За военна заслуга“ 5-и клас на обикновена лента.